# Округ Лин (Канзас)
Округ Лин (енгл. Linn County) је округ у америчкој савезној држави Канзас. По попису из 2010. године број становника је 9.656. Седиште округа је град Маунд Сити.

## Демографија
Према попису становништва из 2010. у округу је живело 9.656 становника, што је 86 (0,9%) становника више него 2000. године.
| Група             | 2000.         | 2010.         |
| Белци             | 9.274 (96,9%) | 9.184 (95,1%) |
| Афроамериканци    | 60 (0,6%)     | 43 (0,4%)     |
| Азијати           | 13 (0,1%)     | 30 (0,3%)     |
| Хиспаноамериканци | 87 (0,9%)     | 186 (1,9%)    |
| Укупно            | 9.570         | 9.656         |